# Ancón
Ancón, eller Distrito de Ancón, är ett distrikt i norra delen av Lima-provinsen i Peru.

## Historia

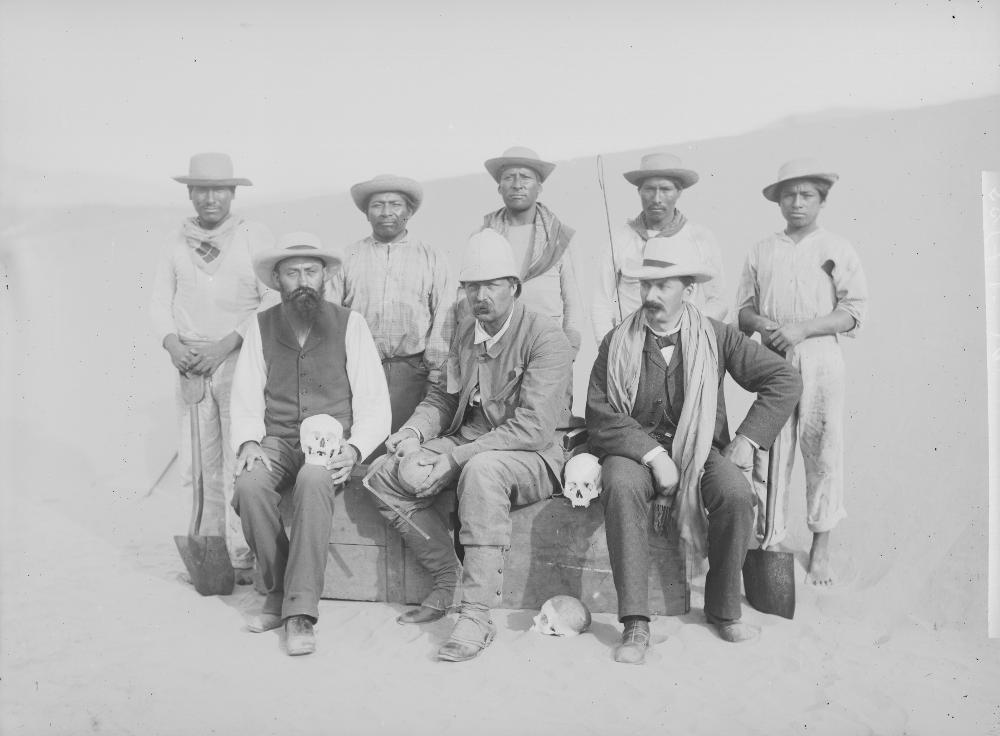
Hjalmar Stolpe i Ancón, Peru

Ancón är en betydelsefull plats i Peru, både arkeologiskt och historiskt. Under pre-columbisk tid var det här en fiskeby och en begravningsplats redan före inka-tiden. I sanddynerna kunde man fram till 180-talet finna stora mängder skelettdelar från människor och textilrester som de begravda varit insvepta i med tillhörande gravgåvor. Geologerna Reiss och Stubel utförde grävningar här 1874-75 och Hjalmar Stolpe kom hit 1884 under Vanadis världsomsegling 1883-85. Även han utförde grävningar. Material från dessa grävningar finns idag på Etnografiska museet, Stockholm.